# Montenau
Montenau ist ein Dorf in der belgischen Eifel mit 327 Einwohnern (Stand: 1. Januar 2013), das zur Gemeinde Amel in der Deutschsprachigen Gemeinschaft gehört. Montenau bildet zusammen mit dem unmittelbar angrenzenden Iveldingen ein Doppeldorf. Montenau und Iveldingen teilen sich eine Schule, eine Kirche, die 1983 in Iveldingen errichtet wurde, sowie eine Totenkapelle, die auf der Grenze zwischen beiden Ortschaften steht und ein Relikt der alten, 1987 abgerissenen Pfarrkirche ist.

## Geografie

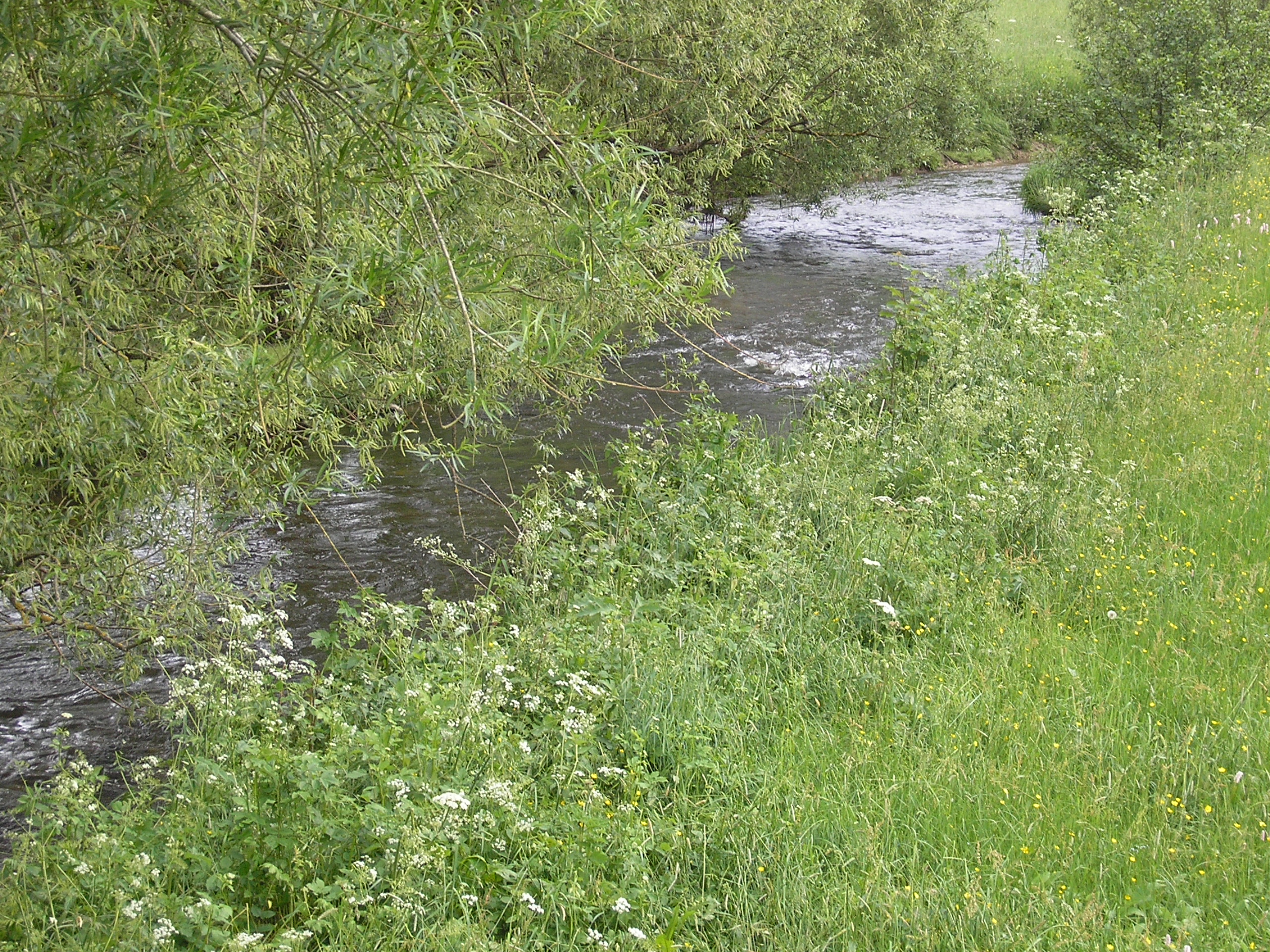
Die Amel bei Montenau

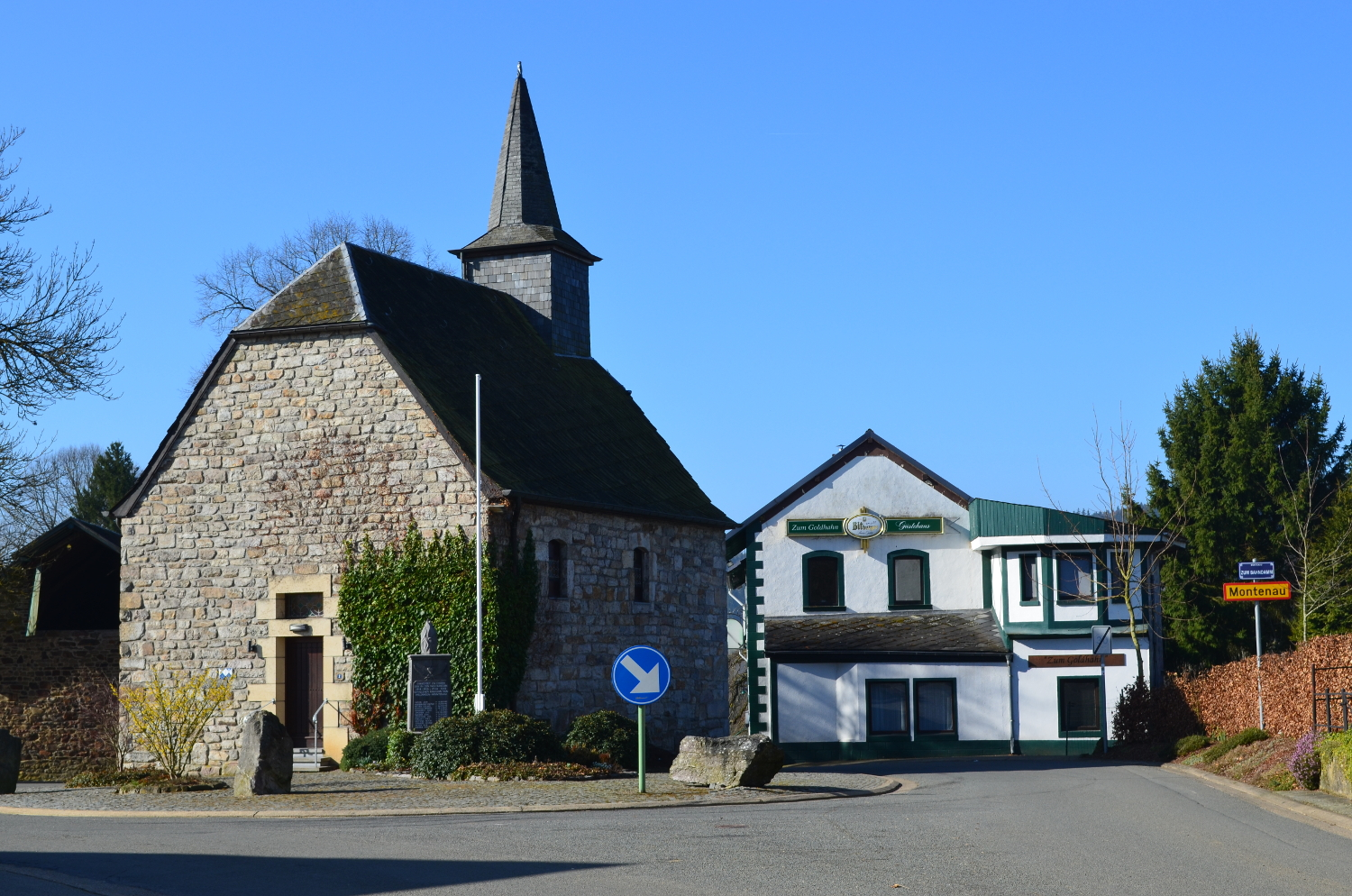
Blick von Iveldingen aus nach Montenau auf die Totenkapelle der Doppelortschaft, die sich auf der Grenze befindet

Montenau liegt im Ameltal im äußersten Westen der Gemeinde Amel am Rande des Wolfsbusch, eines über 1000 ha großen Waldgebietes. Nachbarorte sind Ondenval im Norden, Iveldingen im Nordosten, Deidenberg im Südosten sowie Born im Süden.
Die Hauptbaumart im Wolfsbusch sind Nadelhölzer. Laubbäume nehmen bloß rund 1/5 der Fläche ein. Der Name Wolfsbusch deutet auf die frühere Präsenz des Wolfes in den Eifel-Ardennen-Wäldern hin, deren letzte Exemplare im 19. Jahrhundert erlegt wurden. Im Wolfsbusch gibt es auffallend viele große Steine. In früheren Jahrhunderten wurden sie zu Mühlsteinen verarbeitet. Ein Exemplar ist im benachbarten Ondenval auf dem Kirchplatz zu einem Brunnen umgestaltet worden.

## Kloster St. Raphael

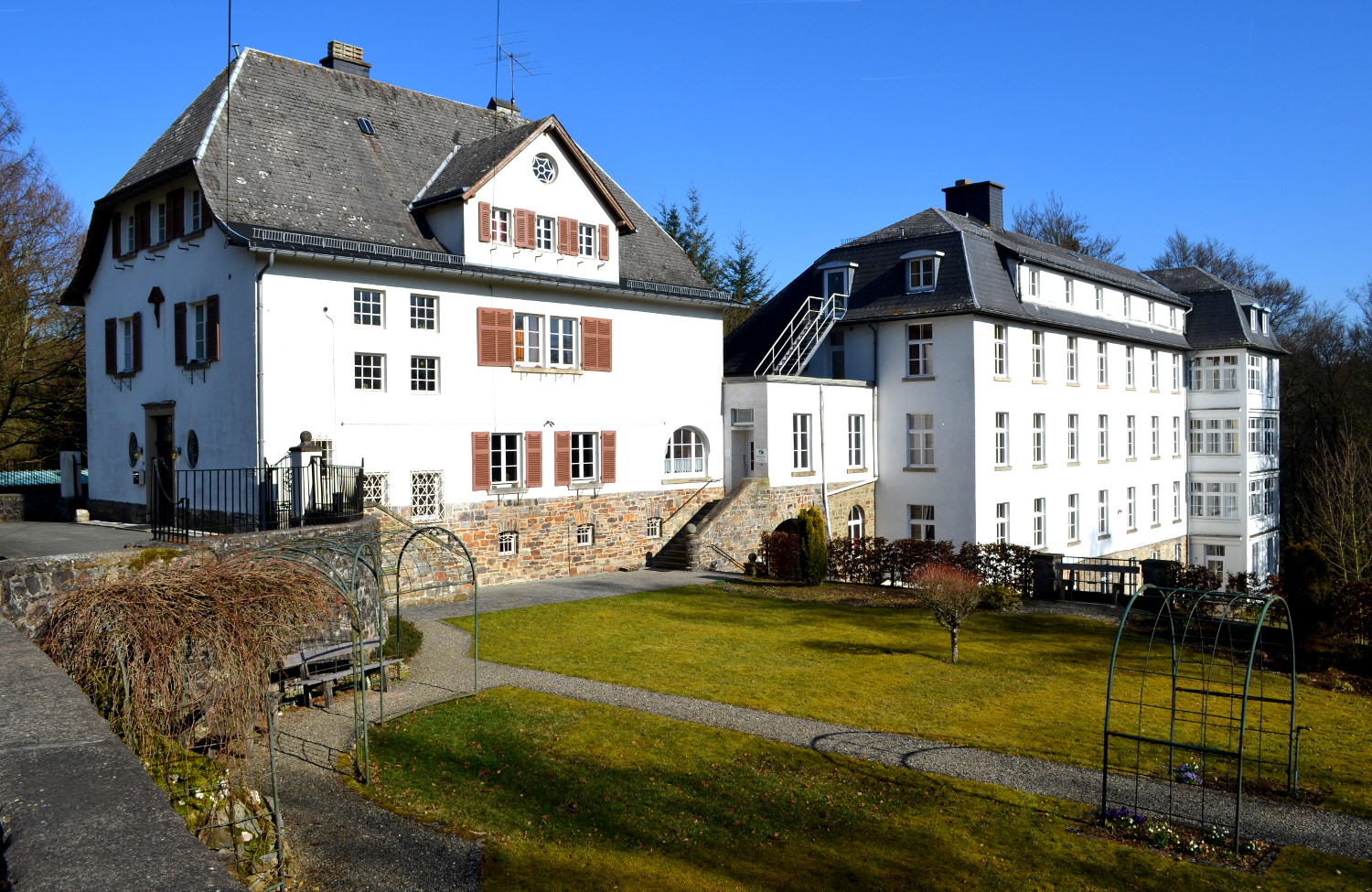
Kloster St. Raphael

Am nordwestlichen Ortsrand liegt das Kloster St. Raphael. 1908 wurde es als Villa des Antwerpener Kaufmanns Karl Gottfried Grisar erbaut. 1928 kaufte der Steyler Orden den Komplex für eine Klosterniederlassung. 1938 findet ein Ausbau als Erholungshaus für Missionare statt, von 1940 bis 1945 ist das Kloster deutsches Wehrmachtslazarett. Danach findet die im Krieg zerstörte Bischöfliche Schule St. Vith (BS) eine vorübergehende Bleibe.
Zur Klostergemeinschaft gehörten noch 2014 sieben Mitglieder: vier Ordensmänner der Steyler Missionare und drei Schwestern. Ihre Dienste verrichteten sie großenteils innerhalb der Gemeinschaft und stellten sich in begrenztem Maß auch Menschen außerhalb des Klosters zur Verfügung. Sie arbeiteten eng mit der Bildungsstätte Kloster St. Raphael zusammen. Im Kloster standen vier Gästezimmer für Menschen zur Verfügung, die eine Zeit der Stille und Besinnung suchen. Die Gäste konnten für eine Zeit im Kloster mitleben und am Lebens- und Gebetsrhythmus der Gemeinschaft teilnehmen. Im August 2018 wurde das Kloster aufgegeben.

## Wirtschaft
- Montenauer Schinkenräucherei mit ihrer Spezialität Ardenner Schinken.